# The Avengers (película de 2012)
Marvel's The Avengers (titulada The Avengers: Los Vengadores en Hispanoamérica y Los Vengadores en España), conocida como Marvel Avengers Assemble en el Reino Unido e Irlanda, o simplemente The Avengers; es una película de superhéroes estadounidense de 2012 basada en el equipo de superhéroes homónimo de Marvel Comics, producida por Marvel Studios y distribuida por Walt Disney Studios Motion Pictures, en colaboración con Paramount Pictures. Es la sexta película del Universo cinematográfico de Marvel (UCM). La película fue escrita y dirigida por Joss Whedon, y cuenta con un reparto coral que incluye a Robert Downey Jr., Chris Evans, Mark Ruffalo, Chris Hemsworth, Scarlett Johansson y Jeremy Renner como el equipo titular, junto a Tom Hiddleston, Clark Gregg, Cobie Smulders, Stellan Skarsgård y Samuel L. Jackson. En The Avengers, Nick Fury, director de la agencia de espionaje S.H.I.E.L.D., recluta a Tony Stark, Steve Rogers, Bruce Banner, Thor, Natasha Romanoff y Clint Barton para formar un equipo que debe evitar que Loki, hermano de Thor, se apodere de la Tierra.
El desarrollo de la película comenzó cuando Marvel Studios recibió un préstamo de Merrill Lynch en abril de 2005. Luego del éxito de la película Iron Man en mayo de 2008, Marvel anunció que The Avengers se estrenaría en julio de 2011. Con la incorporación de Johansson en marzo de 2009 y Renner en junio de 2010, la película atrasó su estreno a 2012. Whedon fue contratado en abril de 2010 y reescribió el guion original de Zak Penn. La producción comenzó en abril de 2011, en Albuquerque, Nuevo México, antes de trasladarse a Cleveland, Ohio, en agosto y a Nueva York en septiembre. La película fue convertida a 3D en posproducción.
The Avengers tuvo su premier en El Capitan Theatre en Los Ángeles el 11 de abril de 2012 y se estrenó en los Estados Unidos el 4 de mayo de 2012. La película recibió reseñas positivas, así como numerosos premios y nominaciones incluidas nominaciones a los Premios Óscar y los BAFTA por sus efectos visuales. Rompió y alcanzó numerosos récords de taquilla, entre ellos el mayor fin de semana de estreno en los Estados Unidos y Canadá. The Avengers recaudó más de 1500 millones de dólares en todo el mundo y se convirtió en la tercera película más taquillera de todos los tiempos en el momento de su estreno, así como también la película más taquillera de 2012. Es la primera producción de Marvel en generar 1000 millones de dólares en venta de entradas. En 2017, apareció como una de las 100 mejores películas de la historia en una encuesta de la revista Empire.
Tres secuelas, tituladas Avengers: Age of Ultron, Avengers: Infinity War y Avengers: Endgame, se estrenaron el 1 de mayo de 2015, el 27 de abril de 2018 y el 26 de abril de 2019, respectivamente.

## Argumento
El dios asgardiano exiliado Loki se encuentra con El Otro, el líder de una raza extraterrestre conocida como los Chitauri. Llega a un trato con ellos; a cambio de recuperar el Teseracto, una fuente de poderosa energía de potencial desconocido, el Otro le promete a Loki un ejército con el que pueda subyugar a la Tierra.
Nick Fury, director de la agencia de espionaje S.H.I.E.L.D. y su teniente, la agente María Hill, llegan a un centro de investigación remoto donde se empieza una evacuación inmediata de las instalaciones y donde el Dr. Erik Selvig está liderando la investigación del Teseracto. Inesperadamente el cubo abre un agujero de gusano, permitiendo a Loki llegar a la Tierra. Loki consigue robar el Teseracto y utiliza su cetro para lavar el cerebro a Selvig, a un par de agentes y a Clint Barton, quienes huyen con él.
En respuesta al ataque, Fury decide reactivar la Iniciativa Vengadores. La agente Natasha Romanoff es contactada por Phil Coulson, quien le informa que Barton ha sido secuestrado y la envía a Calcuta, India, a reclutar al Dr. Bruce Banner para que los ayude a rastrear el Teseracto a través de sus emisiones de radiación gamma, mientras, Coulson visita a Tony Stark en la Torre Stark para entregarle una revisión de la investigación de Selvig y finalmente Fury le informa a Steve Rogers sobre el robo del Teseracto por parte de Loki y le asigna la tarea de recuperar el Teseracto.
En Stuttgart, Alemania, Barton, con la ayuda de otros agentes hechizados por Loki, consiguen robar Iridio, que es necesario para construir una máquina que se le encargó construir a Selvig, mientras Loki distrae a S.H.I.E.L.D. con una toma de rehenes donde es capturado por Rogers, Stark y Romanoff. Mientras se escolta a Loki al Helicarrier de S.H.I.E.L.D., aparece Thor intentando llevarlo a Asgard e inicia una pelea con Iron Man que Steve debe detener y tras enterarse de la situación, Thor se compromete a ayudarlos y los acompaña al Helicarrier de S.H.I.E.L.D. donde Loki es encarcelado en una celda diseñada para desprenderse y estrellarse contra el suelo si es dañada; en paralelo, Banner y Stark intentan localizar el Teseracto.
Pronto las discusiones por las diferencias de opinión y egos se intensifican inducidas por la presencia de Loki, especialmente cuando Stark y Banner descubren la Fase 2, un programa mediante el cual S.H.I.E.L.D. usaría el Teseracto para desarrollar armas de destrucción masiva y que la celda de Loki fue creada para intentar matar a Hulk. Mientras el grupo discute, Barton y los otros agentes poseídos atacan el Helicarrier, dañando el motor 3, causando una explosión que hace a Banner transformarse en Hulk y desactivando otro motor con intención de estrellar el Helicarrier.
Thor intenta detener la destrucción de Hulk, enfrentándolo, mientras Stark y Rogers repararan y activan el motor 3 antes que la nave se estrelle, al mismo tiempo, Natasha lucha con Barton y lo golpea en la cabeza, logrando romper el control mental. Loki se libera atrapando a Thor en la celda y Coulson intenta detenerlo usando una de las arma prototipo, sin embargo, Loki lo engaña con una ilusión, lo apuñala por la espalda y arroja a Thor al vacío, quien consigue salir de la celda, segundos antes que se estrelle. Hulk por otro lado también cae al vacío, después de atacar a un avión de combate de S.H.I.E.L.D. que le disparaba. Loki escapa en un Quinjet y Coulson muere a causa de su lesión.
Luego del trágico episodio, el resto del equipo queda muy afectado por la muerte de Coulson. Fury admite que el gobierno deseaba usar el Teseracto para construir armas, pero él consideró que era un poder demasiado peligroso para ser manejado sabiamente y por ello decidió optar por la Iniciativa Vengadores, tras lo cual les pide proteger los ideales en los que Coulson creía y trabajar en equipo. Banner despierta en las ruinas de una fábrica abandonada que destruyó con su caída y gracias al guardia del lugar obtiene algo de ropa y orientación, mientras, Thor se prepara para regresar con el equipo. Clint recupera el conocimiento y menciona a Natasha su intención de acompañarlos para vengarse de Loki. Stark comprende que Loki desea vencerlos públicamente, deduciendo que usará la Torre Stark como escenario por lo que parte al lugar en su armadura medio dañada mientras Steve, Natasha y Barton lo siguen en un Quinjet.
En la Torre Stark, Selvig prepara el Teseracto y la máquina que construyó para abrir en el cielo un portal suficientemente grande para que crucen las hordas Chitauri. Al llegar a la Torre Stark, Tony aturde a Selvig al intentar destruir la máquina y comprobar que es protegida por un campo de energía impenetrable; tras esto, encara a Loki sin que este note como Tony se coloca unas pulseras especiales en sus muñecas, las cuales activan el Mark 7, el prototipo más avanzado de su armadura, cuando Loki intenta matarlo lanzándolo por la ventana hacia el vacío, pero este consigue salvarse activando su nueva armadura y atacando a Loki con su rayo repulsor. Sin embargo, el portal interdimensional se abre y la flota Chitauri desciende del espacio, iniciando la invasión de Nueva York.
Los Vengadores, liderados por Steve, intentan proteger la ciudad, pero comprenden que es una misión difícil. Mientras llegaban más Chitauri a la Tierra, Banner llega en una motocicleta y se transforma en Hulk incrementando así el poder destructivo del equipo y permitiendo evacuar a los civiles que están atrapados en el fuego cruzado. Por otro lado, Loki es derribado por Barton con una flecha explosiva y posteriormente recibe una golpiza por parte de Hulk que lo deja en muy mal estado. Natasha consigue llegar hasta el generador del portal, en donde Selvig, ya liberado del control de Loki, revela que el cetro de Loki es la clave para poder cerrar el portal.
Los altos mandos de S.H.I.E.L.D. deciden sacrificar la ciudad y a sus habitantes para poner fin a la invasión lanzando un misil nuclear en el centro de Manhattan, algo que Fury se rehúsa a hacer, sin embargo, no logra evitar que todos los aviones dispuestos por sus superiores despeguen, por lo que advierte a Stark que el avión llegará en tres minutos. Stark intercepta el misil y lo lleva a través del portal hacia la flota Chitauri, donde el misil detona, destruyendo la flota Chitauri y desactivando las fuerzas Chitauri en la Tierra. Sin embargo, la armadura de Stark colapsa y cae hacia atrás a través del portal, segundos antes que Romanoff lo cierre usando el cetro de Loki, mientras Hulk salva a Stark de estrellarse contra el suelo.
Con la Tierra a salvo, los noticieros informan sobre el ataque extraterrestre y la intervención de los Vengadores, lo que genera reacciones divididas en la gente, aunque en su mayoría a favor del equipo. Por su parte, Fury es reprendido por sus superiores por permitir que Thor se llevase a Asgard a Loki, quien no ha respondido todos sus crímenes contra la humanidad, junto con el Teseracto, además de dejar a los Vengadores moverse sin ser controlados por ellos. Nick responde que no posee la autoridad ni poder para darle órdenes a Thor, además que sus intenciones siempre fueron asegurarse de que el Teseracto estuviera fuera del alcance de la humanidad y que las amenazas provenientes del espacio supieran que la Tierra contaba con protectores poderosos.
Los Vengadores se reúnen en Central Park y se despiden de Thor, quien regresa a Asgard con el Teseracto y Loki bajo custodia, Romanoff vuelve con Barton a S.H.I.E.L.D., mientras Stark lleva a Banner a la Torre Stark para trabajar juntos y Rogers se retira en solitario con su motocicleta. Finalmente, Stark, junto con Pepper Potts, reconstruyen la Torre Stark para transformarla en la Torre de los Vengadores.
En una escena a mitad de los créditos, el Otro habla con su amo sobre el fracaso en la Tierra, donde se revela que el maestro del líder de los Chitauri no era otro que el Titán Thanos.
En una escena poscréditos, después de la batalla agotada de Nueva York, se muestra a los Vengadores almorzando en los restos de un restaurante de Shawarma en silencio.

## Reparto

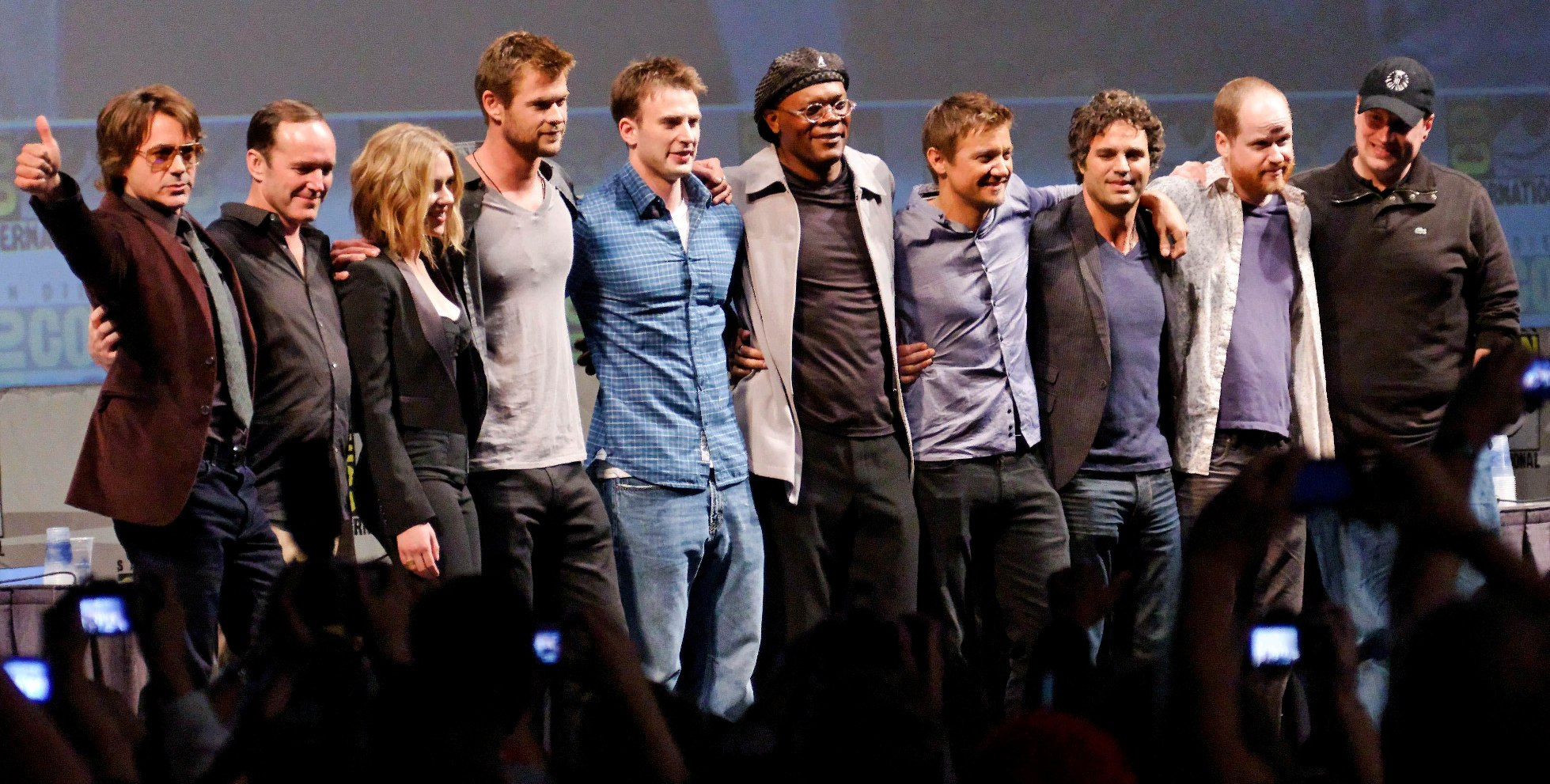
Reparto de The Avengers en la Convención Internacional de Cómics de San Diego de 2010, con Joss Whedon y Kevin Feige.

- Robert Downey Jr. como Tony Stark / Iron Man:
Se describe como un genio, multimillonario, playboy y filántropo con armaduras electromecánicas de su propia invención. Downey fue incluido como parte de su contrato de cuatro películas con Marvel Studios, que incluía Iron Man 2 y The Avengers.[9] Downey dijo que en un principio le insistió a Whedon que hiciera a Stark el protagonista: «Bueno, yo dije, "Necesito estar en la primera escena. No sé qué estás pensando, pero Tony tiene que conducir esto". Él dijo, "Bueno, intentémoslo". Lo intentamos y no funcionó, porque esto es algo diferente, la historia, la idea y el tema es el tema, y todos son solo un brazo del pulpo».[10] Sobre la evolución del personaje de películas anteriores, Downey dijo, «En Iron Man, que era una historia de origen, él fue su propia epifanía y redención. Iron Man 2 se trata de no aislarse, de lidiar con cuestiones de legado y hacer espacio para otros. [...] En The Avengers, está peleando junto con los otros».[11] Downey ganó USD 50 millones «al tener en cuenta bonos de taquilla y compensación final».[12]

- Chris Evans como Steve Rogers / Capitán América:
Un veterano de la Segunda Guerra Mundial que fue mejorado hasta la cima de la capacidad humana por un suero experimental y fue congelado en animación suspendida, antes de despertar en el mundo actual. Evans fue incluido como parte de un contrato de tres películas de Marvel, además de The Avengers.[13] Evans dijo que Steve Rogers es mucho más oscuro en The Avengers: «Se trata de su intento de aceptar el mundo moderno. Hay que imaginarse, es suficientemente chocante aceptar el hecho de estar en una época completamente diferente, sino que todos tus conocidos están muertos. Todos los que te importaban. [...] Él era un soldado, obviamente, todo por lo que luchó, todos sus hermanos de armas, están todo muertos. Está solitario. Creo que al principio es un escenario de pez fuera del agua, y es duro. Es algo difícil de tragar para él. Luego debe intentar encontrar un balance con el mundo moderno».[10] En cuanto a la dinámica entre Rogers y Tony Stark, Evans dijo, «Creo que sin dudas hay una dicotomía; esta fricción entre yo y Tony Stark, son polos opuestos. Uno es ostentoso, egocéntrico y encantador, y el otro es altruista, tranquilo y anda en las sombras, y tienen que llevarse bien. Exploran eso, y es bastante divertido».[14] Evans ganó USD 2–3 millones por la película.[12]

- Jeremy Renner como Clint Barton / Ojo de Halcón:
Un maestro arquero que trabaja como agente para S.H.I.E.L.D.[15][16] Renner dijo que fue un papel muy físico, y que entrenó y practicó arquería tanto como pudo en preparación.[17] Sobre el papel, Renner dijo, «Cuando vi Iron Man, pensé que tuvo un enfoque realmente poderoso de los superhéroes. Luego me contaron de este personaje Ojo de Halcón, y me gustó que no fuera realmente un superhéroe; es solo un tipo muy habilidoso. Pude conectarme con eso».[11] En cuanto a la mentalidad de francotirador de Ojo de Halcón, Renner dijo, «Es un juego solitario. Es un forajido. Su única conexión es al personaje de Scarlett, Natasha. Es una dinámica de mano izquierda y derecha. Coexisten, y ambos son necesarios, en especial cuando se trata de una misión física».[11] Renner dijo que Hawkeyee no es inseguro sobre su humanidad. «Todo lo contrario, es el único que realmente puede detener a Hulk con sus flechas [con tranquilizante]. Conoce sus límites. Pero cuando se reduce a eso, todo superhéroe debe tener una sensación de confianza».[10] Renner ganó USD 2–3 millones por la película.[12]

- Tom Hiddleston como Loki:
Hermano adoptivo y némesis de Thor, basado en la deidad del mismo nombre.[18] Sobre la evolución de su personaje de la película Thor, Hiddleston dijo, «Creo que al Loki que vemos en The Avengers es más avanzado. Uno debe hacerse la pregunta: ¿Qué tan placentera es la experiencia de desaparecer dentro de un agujero de gusano que ha sido creado por una especia de súper explosión nuclear espontánea? Así que creo que para cuando Loki aparece en The Avengers, ha visto algunas cosas».[19] Sobre los motivos de Loki, Hiddleston dijo, «Al principio de The Avengers, llega a la Tierra para dominarla y su idea es gobernar a la raza humana como su rey. Y como todos los autócratas delirantes de la historia de la humanidad, él cree que es una gran idea porque si todos están ocupados venerándolo, no habrá guerras, así que creará una especie de paz mundial al gobernarlos como un tirano. Pero también se engaña al creer que el poder ilimitado le dará autoestima, así que no dejo de lado el hecho de que aún lo motivan estos terribles celos y desolación espiritual».[20]

- Mark Ruffalo como Bruce Banner / Hulk:
Un científico genio que, tras exponerse a radiación gamma, se transforma en un monstruo al enojarse o agitarse. Ruffalo, que fue considerado para interpretar a Banner en The Incredible Hulk antes de que Edward Norton aceptara el papel,[21] fue elegido después de que se cayeran las negociaciones entre Marvel y Norton.[22] Sobre reemplazar a Norton, Ruffalo dijo, «Soy amigo de Ed, y sí, no fue una buena forma de que sucediera. Pero como lo veo es que Ed me ha legado el papel a mí. Lo veo como el Hamlet de mi generación». Sobre el personaje, dijo, «Es un tipo en conflicto con dos lados de sí mismo —la oscuridad y la luz— y todo lo que hace en su vida se filtra por problemas de control. Crecí con la serie de televisión de Bill Bixby, que me parecía realmente matizada y una visión humana de Hulk. Me gusta que el papel tiene dichas cualidades».[23] En cuanto al lugar de Hulk en el equipo, Ruffalo dijo, «Es como el compañero que ninguno de ellos está seguro de querer en su equipo. Es un bala perdida. Es como, "Solo tira una granada en el medio del grupo y esperemos que resulte bien"».[24] Esta es la primera producción en la que el actor que interpreta a Banner también interpreta a Hulk. Ruffalo le dijo a la revista New York, «Estoy muy emocionado. Nunca nadie ha interpretado a Hulk exactamente; siempre han hecho efectos por computadora. Van a hacer la captura de movimiento de Avatar. Así que realmente interpretaré a Hulk. Será divertido».[25] El modelo 3D usado para crear el cuerpo de Hulk se modeló en base al fisicoculturista y estríper Steve Romm, mientras que la cara de Hulk se modelo con base en Ruffalo.[26] Para crear la voz de Hulk, se mezcló la voz de Ruffalo con la de Lou Ferrigno y otros;[27] sin embargo, la única línea hablada de Hulk («Puny god») fue solo de Ruffalo.[28] Ruffalo ganó USD 2–3 millones por la película.[12]

- Chris Hemsworth como Thor:
El príncipe heredero de Asgard, basado en la deidad mitológica nórdica del mismo nombre. Hemsworth fue incluido como parte de un contrato de múltiples películas.[18] Él ya había trabajado con Joss Whedon en The Cabin in the Woods.[29] Hemsworth dijo que pudo mantener la fuerza que acumuló para Thor al aumentar su ingesta de alimentos, que consistía de pechugas de pollo, pescado, filete, y huevos todos los días. Cuando le preguntaron cuánto, Hemsworth dijo, «¡Básicamente mi peso corporal en proteínas!»[30] Él comentó que la motivación de Thor «es una mucho más personal, en el sentido de que es su hermano que está agitando todo. Mientras que para el resto, es un villano que tienen que derrotar. Es un enfoque distinto para mí, o para Thor. Constantemente tiene un conflicto entre el bien mayor y lo que debería ser versus el hecho de que es su hermano menor. [...] He estado frustrado con mi hermanos a veces, o mi familia, pero soy el único que tiene permiso de enojarse con ellos. Hay un poco de eso».[10] Hemsworth ganó USD 2–3 millones por la película.[12]

- Scarlett Johansson como Natasha Romanoff / Viuda Negra:
Una espía altamente entrenada que trabaja para S.H.I.E.L.D.[31] Sobre el personaje y su relación con Ojo de Halcón, Johansson dijo, «Nuestros personajes tienen una larga historia. Han luchado juntos por largo tiempo en muchas batallas en muchos países diferentes, Somos los dos miembros de este grupo vengador que son guerreros expertos; no tenemos superpoderes. Sin embargo, Viuda Negra es definitivamente parte del equipo. No está en el elenco solo como un romance o algo agradable a la vista. Está allí para pelear, así que nunca me sentí como la única chica. Todos tenemos nuestras habilidades varias y se siente una igual».[11] En cuanto a su entrenamiento, Johansson dijo, «Aunque Iron Man 2 era "una por ellos", nunca había hecho nada como eso. Nunca había estado en algo tan físico, o formado parte de algo tan grande. Para The Avengers, pasé tantos meses entrenando con nuestro equipo de riesgo, y luchando con todos los otros actores, es una locura. No hago nada excepto pelear, todo el tiempo».[32] Johansson ganó USD 4–6 millones por la película.[12]

- Clark Gregg como Phil Coulson:
Un agente con S.H.I.E.L.D. que supervisa muchas de las operaciones de campo de la división.[33] Gregg fue incluido como parte de un contrato de múltiples películas con Marvel.[34] Gregg dijo que su papel se expandió en The Avengers: «[En lo que] el agente Coulson se había convertido en cuanto al sentido de esta historia en particular, y la importancia de su trabajo de unir a los Vengadores, se sintió algo surreal, como si alguien me estuviera haciendo una broma y ese no fuera el guion real. Pero no fue así, era real, pude llegar y hacer eso, y se sintió como una recompensa increíble al camino que había recorrido y el hecho de que lo venía haciendo por cinco años».[35] Gregg dijo que Whedon ofreció ideas sobre los antecedentes del personaje, en particular que Coulson sea fanático del Capitán América.[35]

- Cobie Smulders como Maria Hill:
Una agente de alto rango de S.H.I.E.L.D. que trabaja con Nick Fury.[36] Smulders, a quien Joss Whedon una vez consideró para su película no producida de la Mujer Maravilla, fue elegida de una lista de posibles actrices, entre ellas Morena Baccarin. El contrato de Smulders la integraría en nueve películas.[37][38] En cuanto a su preparación, Smulders dijo, «Contraté a este increíble entrenador de operaciones encubiertas para que me enseñe a sostener un arma, me lleve a un campo de tiro, cómo golpear, cómo pararme, cómo caminar y básicamente cómo verme. No peleo mucho en la película, por lo que no me ofrecieron un entrenador, pero quería verme como que tenía la capacidad».[39] Smulders dijo que pudo identificarse con el personaje «por ser una madre y ser una empresaria, e intentar trabajar tiempo completo, formar una familia y tener una carrera. Se nos pide hacer muchas cosas actualmente. Siento que ella se dedica a su trabajo y a que todo funcione».[40]

- Stellan Skarsgård como Erik Selvig:
Un astrofísico y amigo de Thor bajo el control de Loki, que está estudiando el poder del Teseracto.[41][42] En cuanto al control de Loki sobre Selvig, Skarsgård dijo, «Bueno, con la escena que hicimos en Thor, era como Loki, de un modo u otro, entró en la mente de Erik. Y en Avengers, verán con más claridad cómo Loki está usando la mente de Erik».[42] Sobre su papel, dijo, «[Mi personaje] es importante pero el papel no es grande».[42]

- Samuel L. Jackson como Nick Fury:
El director de S.H.I.E.L.D., que en películas anteriores reveló estar coordinando la «Iniciativa Vengadores». Jackson fue incorporado al proyecto con un contrato con una opción de interpretar al personaje en hasta nueve películas de Marvel.[43] Jackson dijo que hace más en The Avengers que en cualquiera de las películas anteriores: «No hay que esperar hasta el final de la película para verme». Sobre el papel, Jackson dijo, «Siempre es bueno interpretar a alguien [que] es beneficioso para la sociedad en vez de alguien perjudicial. [...] Intenté hacerlo lo más honesto posible a la historia y a lo que sería la vida real». Jackson comparó al personaje con Ordell Robbie en Jackie Brown, y lo llamó «alguien bueno para pasar el rato. Pero no quieres hacerlo enojar».[44] Jackson ganó USD 4–6 millones por la película.[12]

Además, Gwyneth Paltrow y Maximiliano Hernández repiten sus papeles de películas anteriores como Pepper Potts y Jasper Sitwell, respectivamente. Paul Bettany le pone voz a J.A.R.V.I.S. Alexis Denisof, frecuente colaborador de Whedon, interpreta al Otro, y Damion Poitier interpreta a su maestro, Thanos (no nombrado en la película), en una escena poscréditos. Powers Boothe y Jenny Agutter aparecen como miembros del Consejo Mundial de Seguridad. El cocreador de los Vengadores Stan Lee tiene un cameo en un informe de noticias. Harry Dean Stanton aparece como un guardia de seguridad, y el director de cine polaco Jerzy Skolimowski aparece como Georgi Luchkov, interrogador de Romanoff. Enver Gjokaj, que luego interpretaría al agente Daniel Sousa en la serie Agent Carter, aparece como un oficial de policía.

### Doblaje
El doblaje en España fue dirigido por Rafael Calvo en el estudio International Soundstudio de Barcelona.
| Intérpretes        | Personaje                      | Doblaje para España | Doblaje para Hispanoamérica                      |
| ------------------ | ------------------------------ | ------------------- | ------------------------------------------------ |
| Chris Evans        | Steve Rogers / Capitán América | Raúl Llorens        | José Antonio Macías                              |
| Robert Downey Jr.  | Tony Stark / Iron Man          | Juan Antonio Bernal | Idzi Dutkiewicz                                  |
| Jeremy Renner      | Clint Barton / Hawkeye         | Sergio Zamora       | Edson Matus                                      |
| Scarlett Johansson | Natasha Romanoff / Viuda Negra | Joël Mulachs        | Rosalba Sotelo                                   |
| Mark Ruffalo       | Bruce Banner / Hulk            | Xavier Fernández    | Mario Castañeda                                  |
| Chris Hemsworth    | Thor                           | Iván Labanda        | Andrés Gutiérrez                                 |
| Tom Hiddleston     | Loki                           | David Brau          | José Gilberto Vilchis                            |
| Samuel L. Jackson  | Nick Fury                      | Miguel Ángel Jenner | Gerardo Vásquez                                  |
| Cobie Smulders     | Maria Hill                     | Cristina Mauri      | Marisol Romero                                   |
| Clark Gregg        | Phil Coulson                   | Alberto Mieza       | Ricardo Eduardo Tejedo Cota (Eduardo Tejedo; Jr) |
| Gwyneth Paltrow    | Virginia «Pepper» Potts        | Alicia Laorden      | Yozmit Ramírez                                   |
| Stellan Skarsgård  | Erik Selvig                    | Salvador Vives      | Salvador Delgado                                 |
| Paul Bettany       | J.A.R.V.IS.                    | Víctor Iturrioz     | Milton Wolch                                     |
| Alexis Denisof     | El Otro                        | Arsenio Corsellas   | Antonio Monroi                                   |
| Jerzy Skolimowski  | Georgi Luchkov                 | Yuri Mykhaylychenko | Ernesto Casillas                                 |
| Powers Boothe      | Consejero Gideon Malick        | Jaume Comas         | Jorge Lapuente                                   |
| Harry Dean Stanton | Guardia de seguridad           | Santiago Cortés     | Miguel Ángel Sanromán                            |
| Stan Lee           | Hombre entrevistado            | Salvador Moreno     | Jesse Conde                                      |

## Producción

### Desarrollo
Las ideas para una película basada en los Vengadores iniciaron en 2003, y Avi Arad, el director ejecutivo de Marvel Studio, anunció por primera vez planes para desarrollar la película en abril de 2005, luego de que Marvel Enterprises declarase su independencia al aliarse con Merrill Lynch para producir una serie de películas que Paramount Pictures distribuiría. Marvel discutió sus planes en una breve presentación a analistas de Wall Street; la intención del estudio era estrenar películas individuales de los personajes principales —para establecer su identidad y familiarizar a las audiencias con ellos— antes de unir a los personajes en una película crossover. El guionista Zak Penn, que escribió The Incredible Hulk (2008), se incorporó a la película en 2006, y fue contratado por Marvel Studios para escribir la película en junio de 2007. En pos de la huelga de guionistas en Hollywood de 2007–2008, Marvel negoció con el Sindicato de Guionistas de Estados Unidos para asegurar que pudiera crear películas basadas en sus cómics homólogos, entre ellos Capitán América, Ant-Man y los Vengadores. Después del estreno exitoso de Iron Man (2008) en mayo, la compañía fijó una fecha de estreno en julio de 2011 para The Avengers. En septiembre de 2008, Marvel Studios llegó a un acuerdo con Paramount —una extensión de una asociación previa— que le daba a la compañía derechos de distribución de cinco futuras películas de Marvel.
El casting comenzó en octubre de 2008 con la inclusión de Downey. Aunque también se informó que Don Cheadle también repetiría su papel de Iron Man 2 como Máquina de Guerra para The Avengers, él luego declaró que no creía que el personaje fuera a aparecer en la película. Al mismo tiempo, ocurrieron dos sucesos importantes en Marvel: Jon Favreau se incorporó como productor ejecutivo de la película, y la compañía firmó un contrato de arrendamiento con Raleigh Studios para producir otras tres películas de gran presupuesto —Iron Man 2, Thor (2011), y Capitán América: el primer vengador (2011)— en su complejo de Manhattan Beach, California. Lou Ferrigno, que le puso voz a Hulk en The Incredible Hulk, declaró que participaría en la película. En febrero de 2009, Samuel L. Jackson firmó un contrato de nueve películas con Marvel Entertainment para interpretar a Nick Fury en Iron Man y otras películas. En septiembre de 2009, Edward Norton, que interpretó a Bruce Banner en The Incredible Hulk, declaró que estaba abierto a regresar en la película. El mes siguiente, el productor ejecutivo Jon Favreau afirmó que no dirigiría la película, pero que participaría y opinaría. Favreau también expresó preocupaciones, y dijo, «Será difícil, porque estuve tan involucrado en la creación del mundo de Iron Man, y Iron Man es un héroe bastante tecnológico, y luego con Avengers se introducirán ciertos aspectos sobrenaturales por Thor [... Mezclar] a ambos funciona muy bien en los cómics, pero tomará mucha atención que todo funcione y no arruinar la realidad que hemos creado». En marzo de 2009, la actriz Scarlett Johansson reemplazó a Emily Blunt en el papel de Natasha Romanoff en Iron Man 2, un contrato que luego la incluyó en The Avengers. El día siguiente, Marvel anunció que la fecha de estreno de la película se había atrasado al 4 de mayo de 2012, casi un año entero después. Chris Hemsworth y Tom Hiddleston se unieron al elenco de la película en junio, de regreso como Thor y Loki, respectivamente.
En julio de 2009, Penn habló sobre el proceso de cruce, y afirmó, «Mi trabajo es ir y venir entre las distintas películas y asegurarme de que finalmente imitemos la estructura de cómic donde todas estas películas están conectadas. [...] Hay una pizarra que ubica "Aquí es donde todo lo que pasa en esta película se superpone con aquella película" [...] Los impulsó a hacer la mayor cantidad de animaciones posibles para animar la película, a dibujar pizarras para que todos trabajemos a partir de las mismas ideas visuales. Pero las exigencias de la producción son más prioritarias». Al principio, Penn intentó reducir el papel de Thor en el guion porque dudaba de la capacidad del personaje de funcionar en una película. Cambió de parecer una vez que Hemsworth fue elegido como Thor. La película siempre tuvo la intención de usar a Loki como villano, pero Penn señaló que las primeras discusiones habían considerado usar a Cráneo Rojo.
En enero de 2010, le preguntaron al presidente de Marvel Studios Kevin Feige si sería difícil fusionar la fantasía de Thor con la ciencia ficción tecnológica en Iron Man y The Avengers. «No», respondió, «porque estamos haciendo el Thor de Jack Kirby, Stan Lee, Walt Simonson y J. Michael Straczynski. No estamos haciendo el Thor del libro viejo de mitología nórdica lleno de polvo en tu biblioteca. Y en el Thor del universo Marvel, hay una raza llamada los asgardianos. Y estamos unidos a través de este Árbol de la Vida del que no estamos al tanto. Es ciencia real, pero aún no sabemos de ella. La película de Thor es sobre enseñarle eso a la gente». En marzo, se informó que Penn había terminado el primer borrador del guion, y que el jefe de redacción de Marvel Joe Quesada y el escritor de cómics de Avengers Brian Michael Bendis habían recibido copias. También en marzo, Chris Evans aceptó una oferta para interpretar al Capitán América en tres películas, incluida The Avengers.

### Preproducción
Para abril de 2010, Joss Whedon se acercaba a completar un trato para dirigir la película y rehacer el guion de Penn, y fue anunciado oficialmente en julio de 2010. Sobre la contratación, Arad dijo: «Mi opinión personal es que Joss hará un trabajo fantástico. Ama a estos personajes y es un guionista fantástico... Es parte de su vida, así que sé que lo protegerá... Espero que alguien como él mejorará aún más el guion». Feige añadió, «Conozco a Joss desde hace varios años. Buscábamos lo correcto y él llegó y estuvimos de acuerdo [... queríamos] encontrar un director que esté a punto de hacer algo genial, y creemos que ese es Joss». Whedon declaró en la Convención Internacional de Cómics de San Diego de 2010 que lo que lo atrajo a la película es que ama que «estas personas no deberían estar en la misma sala, mucho menos en el mismo equipo; y esa es la definición de familia».
Cuando Whedon recibió el borrador de Penn, le dijo a Feige que sentía que el estudio no «tenía nada» y que deberían «pretender que este borrador nunca existió». Parte del problema de Whedon era la falta de conexiones entre personajes en el borrador de Penn, que requirió que Whedon empezase «en el punto de partida». Whedon se dedicó a escribir un tratamiento de cinco páginas de su plan para la película, y creó el eslogan «Avengers: Some Assembly Required», jugando con el eslogan «Avengers Assemble» de los cómics. Marvel rápidamente comenzó a trabajar para contratar a Whedon como guionista y director, con la única estipulación de que incluyera a los Vengadores contra Loki, una batalla entre los héroes en el medio, una batalla contra los villanos al final, y que terminara la película para su estreno en mayo de 2012. El guion pasó por «muchas iteraciones dementes de lo que podría ser» según Whedon. El director explicó que hubo un punto en el que no era seguro si Johansson aparecería en la película, así que escribió «un montón de páginas con la Avispa». También le preocupaba que «un actor de carácter británico [(Hiddleston)] no fuera suficiente para enfrentar a los héroes más poderosos de la Tierra, y que sintiéramos que estábamos alentando al ganador. Así que escribí un enorme borrador con Zeke Stane, el hijo de Obadiah Stane, en él». Una vez que todos los actores estuvieron «ubicados en sus lugar la película permaneció en su misión». Whedon señaló que los personajes usados no tienen el mismo problema, a diferencia de los X-Men. Él sintió que «estos tipos simplemente no van bien juntos» antes de darse cuenta de que sus interacciones podían ser como The Dirty Dozen (1967). Whedon también se refirió a Dr. Strangelove (1964), The Abyss (1989), His Girl Friday (1940), y Black Hawk Down (2001). Whedon finalmente compartió crédito de guionista con Penn, aunque señaló que «luchó» por todo el crédito y estaba «muy molesto por ello». Penn que ambos podrían «haber colaborado más, pero esa no fue su decisión. Él quería hacer todo a su modo, y lo respeto».

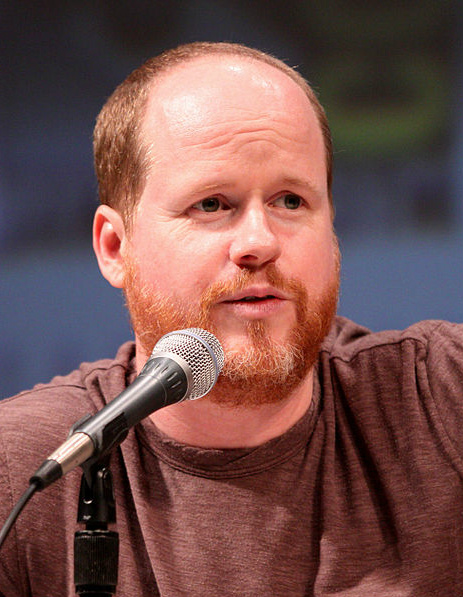
Joss Whedon en la Convención Internacional de Cómics de San Diego de 2010.

El proceso de casting continuó durante la mayoría de 2010, con la inclusión de Jeremy Renner, Mark Ruffalo y Clark Gregg. Ruffalo reemplazó a Edward Norton, a quien Marvel se negó a tener de vuelta. «Hemos tomado la decisión de que Ed Norton no regrese a interpretar el papel de Bruce Banner en The Avengers», declaró Feige. «Nuestra decisión definitivamente no es por razones monetarias, sino por la necesidad de un actor que encarne la creatividad y el espíritu colaborativo de nuestros otros miembros del reparto. The Avengers demanda que los actores que florecen al trabajar como parte de un ensamble, como demuestran Robert, Chris H, Chris E, Samuel, Scarlett, y todo nuestro talentoso reparto. Pretendemos anunciar el nombre del actor que cumpla con estos requisitos, y le apasione el icónico papel, en las próximas semanas». En respuesta, el agente Norton Brian Swardstrom desacreditó la declaración de Feige, la llamó «intencionalmente engañosa» y un «intento inapropiado de presentar a nuestro cliente de manera negativa». En octubre de 2014, Norton afirmó que fue su propia decisión nunca volver a interpretar a Hulk porque «quería más diversidad» en su carrera, y no quería ser asociado con solo un personaje.
En agosto de 2010, se informó que Paramount Pictures y Marvel Studios planeaban comenzar a rodar en febrero. En simultáneo, se declaró que la película sería rodada en 3D, aunque luego Mark Ruffalo tuiteó que ese no era el caso. En octubre de 2010, se anunciaron los Grumman Studios en Bethpage, Nueva York y los Steiner Studios en Brooklyn, Nueva York, como locaciones de filmación, con la construcción de sets programada para iniciar en noviembre, pero según Whedon luego explicó, «Originalmente íbamos a estar en Los Ángeles, luego por un corto periodo íbamos a estar en Nueva York, y luego de algún modo terminamos en Albuquerque». También ese octubre, Walt Disney Studios accedió a pagarle a Paramount al menos USD 115 millones para los derechos de distribución mundial de Iron Man 3 y The Avengers. El acuerdo también le permitía a Paramount continuar recibiendo una cuota del 8% de la taquilla que hubiera ganado por distribuir la película y un crédito de marquesina, es decir, colocar el logo de producción de la compañía en materiales de marketing y los créditos iniciales de la película. Como resultado, el crédito de producción en pantalla dice «Marvel Studios presenta en asociación con Paramount Pictures», aunque la películas es propiedad, distribuida, financiada y comercializada únicamente por Disney. Epix de Paramount retuvo derechos de televisión pagada.
En diciembre de 2010, el gobernador de Nuevo México Bill Richardson y el copresidente de Marvel Studios Louis D'Esposito anunciaron que The Avengers se filmaría principalmente en Albuquerque, Nuevo México, con el rodaje programada desde abril hasta septiembre de 2011. Partes de la película también estaban previstas a rodarse en Míchigan, pero un plan para filmar en Detroit se canceló luego de que el gobernador Rick Snyder emitiera una propuesta de presupuesto que eliminaría el incentivo fiscal para el cine. Tres meses después en marzo, el gobernador de Ohio John Kasich anunció ante la Dirección del Estado de la Ciudad del alcalde Frank G. Jackson que The Avengers se filmaría en Cleveland.
Phil Saunders, ilustrador de concepto y diseñador de la armadura Mark VII de Iron Man, declaró que «Joss Whedon buscaba algo que tuviera el factor "genial" del traje de maletín [de Iron Man 2], pero que sea un traje de armadura completa que pudiera enfrentar a un ejército en la batalla final». Para ello, Saunders tomó ideas que se habían propuesto en Iron Man 2 y algunas ideas que habían abandonado en Iron Man y las combinó en un traje modular que tiene grandes paquetes de munición en los brazos y una mochila. Intercambio de Ciencia y Entretenimiento también ofreció consultas de ciencia para la película.
El casting llegó a su etapa final al año siguiente. En febrero de 2011, Cobie Smulders adquirió el papel de Maria Hill, luego de participar en audiciones conducidas por Marvel para el papel de un miembro clave de S.H.I.E.L.D., a quien Samuel L. Jackson describió como la compañera de Nick Fury. Durante los meses siguientes, el reparto de la película se expandió al incluir a Stellan Skarsgård, Paul Bettany, y Gwyneth Paltrow. Paltrow fue incluida por insistencia de Downey; previo a esto, Whedon no tenía intenciones de que la película incluyera personajes secundarios de las películas individuales de los héroes, y comentó, «Es necesario separar a los personajes de sus sistemas de apoyo para crear el aislamiento necesario para un equipo».

### Rodaje
La fotografía principal comenzó el 25 de abril de 2011 en Albuquerque, Nuevo México en Albuquerque Studios, bajo el título de producción Group Hug. En junio de 2011, el doble de riesgo Jeremy Fitzgerald se lesionó la cabeza al intentar una escena con una caída de 30 pies (9 m) de un edificio luego de ser golpeado por una flecha. Un portavoz de Marvel luego le dijo a TMZ que a pesar de la lesión, Fitzgerald se recuperó y continuó trabajando en el set. El mes siguiente, la segunda unidad se realzó a una hora de Pittsburgh, Pensilvania en el área de Butler. Una escena de persecución también se rodó en Worthington, Pensilvania en Creekside Mushroom Farms, la mayor granja de hongos del mundo, que proporcionó 150 millas (241 km) de túneles de piedra caliza a 300 pies (91 m) bajo tierra para el rodaje.
La producción se trasladó a Cleveland, Ohio en agosto de 2011, donde se rodó por un periodo de cuatro semanas. La Calle 9 Este de la ciudad fue elegida como suplente de la Calle 42 para usarse en las escenas de la batalla final. Soldados de la Reserva del Ejército asignados al Batallón 391 de la Policía Militar con base en Columbus, Ohio proporcionaron acción de fondo durante las escenas de batalla en Cleveland. El Sargento del Estado Mayor Michael T. Landis afirmó que el uso de soldados reales hizo a las escenas más realistas y ayudó a representar de manera más positiva al ejército, y explicó, «Nos resulta fácil hacer correcciones momentáneas a las tácticas y los uniformes, de hecho el director aceptó nuestra recomendación en una escena y nos dejó a todos atacar al enemigo en vez de solo a los artilleros en los camiones». El rodaje también se llevó a cabo en la gran cámara de vacío en la la Estación Plum Brook de la NASA cerca de Sandusky, Ohio. La instalación de energía espacial de la estación fue usada para la instalación de investigación de S.H.I.E.L.D. Se filmó una serie de explosiones en la planta de tren motriz de Chevrolet en Parma, Ohio como parte de la escena de batalla que comenzó en Cleveland. También se rodaron escenas de la película en Public Square y el Puente Detroit–Superior. El cuadrante suroeste de Public Square fue convertido en Stuttgart, Alemania, para el rodaje.
El rodaje concluyó en Nueva York, donde tuvo lugar el rodaje en dos días. Entre las locaciones de rodaje en Nueva York se encontraron Park Avenue y Central Park. Para las escenas situadas en Manhattan, el supervisor de efectos visuales Jake Morrison filmó imágenes aéreas por más de tres días para usar como placas de fondo, y explicó que su objetivo principal fue «obtener la mayor cantidad de imágenes aéreas posibles para que la audiencia vea las grandes extensiones, los amplios planos de establecimiento, y asegurarse también de que el trabajo de efectos no se vea demasiado generado por computadora [...] Estamos mejorando mucho en hacer entornos completamente generados por computadora», explicó Morrison, «pero no hay sustituto para empezar con una imagen real y agregar lo necesario».
El director de fotografía Seamus McGarvey declaró que compuso el cuadro con una relación de aspecto 1.85:1 para lidiar con las varias alturas de los personajes principales, y explicó que «rodar en 1.85:1 es inusual para una película épica como esta, pero necesitábamos la altura en la pantalla para poder encuadrar a todos los personajes como Hulk, Capitán América y Viuda Negra, que es mucho más pequeña. Tuvimos que darle a todos prioridad y amplitud dentro del cuadro. Además, Joss [Whedon] sabía que la escena de la batalla final iba a ser esta extravaganza en Manhattan, así que la altura y la escala vertical de los edificios iba a ser muy importante». La película fue el primer proyecto de McGarvey filmado con una cámara digital, la Arri Alexa. Se usaron las cámaras réflex digitales Canon EOS 5D Mark II y Canon EOS 7D para ciertas tomas, y las tomas de alta velocidad se capturaron en película de 35mm con la Arriflex 435. Sobre su enfoque visual, McGarvey remarcó, «Joss y yo queríamos que la imagen tuviera una cualidad muy visceral y naturalista. Queríamos que se sintiera inmersivo y no queríamos un "aspecto de cómic" que pudiera distanciar a una audiencia del compromiso con la película. Movimos la cámara mucho con Steadicam, grúas y en carretillas para crear imágenes cinéticas; y elegimos ángulos que fueran dramáticos, como ángulos bajos para imágenes heroicas».

### Posproducción
En diciembre de 2011, Disney anunció que la película sería convertida a 3D. Dijo Whedon, «No me gustan mucho las películas muy habladas con lentes largos extremos; me gusta ver el espacio en el que estoy y sentirme identificado, así que el 3D igualmente encaja en mi estética. Y la tecnología ha avanzado tanto en los últimos años». Whedon añadió que «definitivamente hay película que no deberían estar en 3D», pero «The Avengers es ofensivamente 3D. No hay un, "Mira, pasaremos veinte minutos pasando por este túnel porque está en 3D". Y nadie apunta a la pantalla todo el tiempo. Pero es una película de acción. Las cosas tienden a volar hacia la pantalla de todos modos». En enero de 2012, se informó que la película sería remasterizada digitalmente para IMAX 3D y se estrenaría en cines IMAX el 4 de mayo de 2012, el mismo día que en cines regulares. El estreno en IMAX de película sucedió a los estrenos en IMAX de Marvel de Iron Man 2 y Thor.
En una entrevista en mayo de 2012, Whedon dijo que fue su decisión incluir a Thanos en una escena poscréditos, aunque el personaje no es identificado en la película. «Para mí él es el villano de Marvel más poderoso y fascinante. Es el bisabuelo de los malos y está enamorado de la Muerte, y creo que eso es muy tierno. Para mí, el mejor [cómic de] los Vengadores fue Avengers Annual #7 (1977) que Jim Starlin hizo seguido por Marvel Two-in-One #2 (1977) que contenía la muerte de Adam Warlock. Aquellos fueron uno de los textos más importantes y en mi opinión hitos infravalorados in la historia de Marvel y Thanos está por todas partes en ellos, así que alguien tenía que estar en control y estar detrás de la obra de Loki y pensé "Tiene que ser Thanos". Ellos dijeron "De acuerdo", y yo pensé "¡Por Dios!"». Una coda adicional de los Vengadores comiendo shawarma se rodó el 12 de abril de 2012, un día después de la premier mundial. Evans usó una prótesis de mandíbula al filmar la escena para cubrir la barba que le había crecido. Las ventas de shawarma en Los Ángeles, San Luis, y Boston se dispararon en los días posteriores al estreno de la película. Whedon afirmó que la inspiración para la escena del shawarma salió de los eventos relacionados al rodaje de la escena donde Fred muere en brazos de Wesley en el episodio de Ángel, "A Hole in the World". Luego de rodar la escena, Whedon y los actores Amy Acker y Alexis Denisof, que interpretaron a Fred y Wesley, respectivamente, «salieron a tomar algo y terminaron sentados en silencio, exhaustos por los eventos del día», lo que Whedon luego imitó en la escena de la película.

## Recepción

### Críticas
El agregador de reseñas, Rotten Tomatoes informó un índice de aprobación del 91%, con una puntuación promedio de 7.9/10, según 362 reseñas. El consenso crítico del sitio web dice: «Gracias a un guion que enfatiza la humanidad de sus héroes y una gran cantidad de escenas con superpoderes, The Avengers está a la altura de sus expectativas y eleva el nivel de Marvel en el cine». Metacritic, que utiliza un promedio ponderado, asignó a la película una puntuación de 69 sobre 100 sobre la base de 43 reseñas, lo que indica "críticas generalmente favorables". El público encuestado por CinemaScore le dio a la película una calificación poco común de "A+" en una escala de "A+ a F".

### Taquilla
La encuesta de prelanzamiento mostró que el interés de la película era «muy fuerte», con un interés muy alto entre los hombres y fuerte entre las mujeres. La encuesta sugiere que la película podría recaudar más de ciento veinticinco millones de dólares durante su primer fin de semana (viernes a domingo) en América del Norte.

#### Mundial
Para el 3 de junio de 2012, The Avengers ha ganado un total de USD 623 357 910 en Norteamérica, y USD 895 455 078 en otros territorios, consiguiendo una recaudación mundial de USD 1 518 812 988.
Mundialmente, es la tercera película más taquillera de todos los tiempos y la película con mayor recaudación en el 2012.
También es la película más taquillera basada en Cómics, la película de superhéroes más taquillera y la segunda película más taquillera distribuida por Walt Disney Pictures. Además, es la quinta película distribuida por Disney y la decimosegunda en general en recaudar más de mil millones de dólares mundialmente, logrando esto en tan solo diecinueve días rompiendo un récord.

#### Otros territorios
Con un total de USD 802 500 000, es la séptima película más taquillera de todos los tiempos y también la película de superhéroes más taquillera. Se estrenó el miércoles, 25 de abril de 2012 en diez países en los que ganó 17,1 millones de dólares.
Se estrenó en veintinueve países más el 26 y 27 de abril, ganando USD 73,1 millones en tres días.
Hasta el domingo 29 de abril ganó un total de USD 185,1 millones en treinta y nueve países.
Obtuvo el primer lugar en la taquilla fuera de Norteamérica durante cuatro semanas consecutivas. The Avengers rompió récords en día de apertura en Nueva Zelanda, Malasia, Islandia, Filipinas, Singapur y en Tailandia. También ganó el segundo puesto en la película más taquillera en el día de apertura en Australia ganando USD 6,2 millones. También logra récords de fines de semana de apertura en doce países, entre ellos México, Brasil, Argentina, Ecuador, Perú, América Central, Bolivia, Taiwán, Filipinas, Hong Kong, Colombia y los Emiratos Árabes Unidos. En México se colocó como la película más taquillera de toda la historia en dicho país.

#### América del Norte
The Avengers es la película más taquillera en 2012, la más taquillera distribuida por Walt Disney Pictures y la tercera más taquillera de todos los tiempos.
La película se estrenó el viernes 4 de mayo ganando USD 80,8 millones convirtiéndose en la segunda película con mayor recaudación en el día de apertura detrás de Harry Potter y las reliquias de la muerte parte 2.
El sábado y el domingo marcó récords recaudando USD 69,6 y USD 57,1 millones respectivamente.
En total ganó USD 207,4 millones convirtiéndose en la película con mayor recaudación en el fin de semana de apertura.
Para el 3 de junio, Los Vengadores había recaudado 623,3 millones de dólares en Norteamérica y había conseguido catorce récords de taquilla.

### Recaudación por países
La recaudación por países fue como sigue:
| País                   | Apertura        | Total           |
| ---------------------- | --------------- | --------------- |
| Alemania               | USD 8 444 708   | USD 30 828 359  |
| Argentina              | USD 3 577 647   | USD 17 331 732  |
| Australia              | USD 13 923 182  | USD 54 385 465  |
| Austria                | USD 679 419     | USD 3 175 739   |
| Bélgica                | USD 1 271 359   | USD 4 061 231   |
| Bolivia                | USD 428 749     | USD 1 885 220   |
| Brasil                 | USD 10 814 407  | USD 72 857 044  |
| Bulgaria               | USD 232 228     | USD 743 965     |
| Chile                  | USD 1 733 780   | USD 9 247 146   |
| China                  | USD 18 074 131  | USD 84 100 000  |
| Colombia               | USD 2 314 014   | USD 11 029 034  |
| Croacia                | USD 138 406     | USD 387 357     |
| Corea del Sur          | USD 10 792 833  | USD 50 683 851  |
| Dinamarca              | USD 1 658 686   | USD 5 081 339   |
| Ecuador                | USD 1 294 001   | USD 5 410 298   |
| Egipto                 | USD 153 968     | USD 913 497     |
| Emiratos Árabes Unidos | USD 2 671 492   | USD 6 689 950   |
| Eslovaquia             |                 | USD 448 435     |
| Eslovenia              | USD 40 765      | USD 163 737     |
| España                 | USD 7 065 265   | USD 20 220 212  |
| Estados Unidos         | USD 207 438 708 | USD 623 357 910 |
| Filipinas              | USD 6 580 876   | USD 14 382 992  |
| Finlandia              | USD 431 815     | USD 1 476 038   |
| Francia                | USD 19 035 088  | USD 37 765 919  |
| Grecia                 | USD 868 941     | USD 2 599 996   |
| Hong Kong              | USD 4 351 700   | USD 12 468 825  |
| Hungría                | USD 496 999     | USD 1 759 397   |
| Honduras               |                 | USD 12 616 061  |
| Indonesia              | USD 2 914 124   | USD 11 949 911  |
| Islandia               | USD 139 222     | USD 502 028     |

| País                | Apertura       | Total          |
| ------------------- | -------------- | -------------- |
| Israel              | USD 750 051    | USD 2 449 957  |
| Italia              | USD 6 372 395  | USD 22 012 517 |
| Japón               | USD 6 386 185  | USD 45 256 010 |
| Líbano              | USD 143 179    | USD 534 555    |
| Malasia             | USD 3 302 692  | USD 10 965 615 |
| México              | USD 17 439 946 | USD 61 748 523 |
| Nigeria             | USD 95 843     | USD 202 368    |
| Nueva Zelanda       | USD 1 677 054  | USD 7 140 832  |
| Noruega             | USD 1 525 494  | USD 5 636 566  |
| Países Bajos        | USD 1 492 640  | USD 6 609 804  |
| Perú                | USD 2 230 676  | USD 8 523 744  |
| Polonia             | USD 957 409    | USD 3 165 105  |
| Portugal            | USD 622 909    | USD 2 489 524  |
| Reino Unido         | USD 25 670 014 | USD 80 563 081 |
| República Checa     | USD 494 363    | USD 1 740 748  |
| Rusia               | USD 14 954 518 | USD 43 645 069 |
| Serbia y Montenegro | USD 33 083     | USD 167 189    |
| Singapur            | USD 3 441 766  | USD 11 023 050 |
| Sudáfrica           | USD 1 306 598  | USD 4 609 462  |
| Suecia              | USD 2 288 528  | USD 7 595 353  |
| Tailandia           | USD 2 537 093  | USD 7 935 363  |
| Taiwán              | USD 2 400 000  | USD 20 100 000 |
| Turquía             | USD 1 189 452  | USD 4 257 979  |
| Ucrania             | USD 865 481    | USD 2 372 960  |
| Uruguay             | USD 119 780    | USD 517 473    |
| Venezuela           | USD 1 585 295  | USD 13 216 039 |

### Récords
Después de su estreno, la película de Los Vengadores ha batido récords en la taquilla de Estados Unidos, incluyendo los siguientes:
| Récord de Taquilla                                                    | Detalles del Récord      | Récord Anterior                                                                      | Ref.            |
| --------------------------------------------------------------------- | ------------------------ | ------------------------------------------------------------------------------------ | --------------- |
| Primera semana de exhibición                                          | 270 019 373 dólares      | Batman: El Caballero Oscuro (2008, 238,6 millones de dólares)                        | [ 141 ]         |
| Primer fin de semana de exhibición, ajustado por el precio del ticket | 207,4 millones USD       | Batman: El Caballero Oscuro (2008, 174,7 millones USD)                               | [ 142 ]         |
| Primer fin de semana de exhibición, ajuste por inflación              | 207,4 millones $         | Harry Potter y las Reliquias de la Muerte: parte 2 (2011, 174,8 millones de dólares) |                 |
| Teatro promedio – versión amplia                                      | 47 698 $                 | Hannah Montana & Miley Cyrus: Best of Both Worlds Concert (2008, 45 561 $)           | [ 143 ]         |
| Recaudación durante el primer fin de semana como película 3D          | $108 millones            | Alicia en el País de las Maravillas (2010, $81,3 millones)                           | [ 144 ] [ 145 ] |
| Recaudación durante el primer fin de semana como película IMAX        | 15,3 millones de dólares | Harry Potter y las Reliquias de la Muerte: parte 2 (2011, $15,2 millones)            | [ 146 ]         |
| Segundo fin de semana de exhibición                                   | $103 052 274             | Avatar (2009, $75,6 millones)                                                        |                 |
| Días para llegar a los $100, $150 millones                            | 2 días                   | Harry Potter y las Reliquias de la Muerte: parte 2 (2011, 2 días, 3 días)            | [ 147 ]         |
| Días para llegar a los $200, $250, $300, $350, $400, $450 millones    | 3, 6, 9, 10, 14, 17 días | Batman: El Caballero Oscuro (2008, 5, 8, 10, 14, 18, 27 días)                        | [ 147 ]         |
| Días para llegar a los $500 millones                                  | 23 días                  | Avatar (2009, 32 días)                                                               | [ 147 ]         |

## Clasificación por edades
| País           | Calificación  |
| -------------- | ------------- |
| Alemania       | FSK 12        |
| Argentina      | +13           |
| Australia      | M             |
| Brasil         | +12           |
| Canadá         | PG G (Quebec) |
| Chile          | TE+7          |
| Colombia       | +12           |
| Dinamarca      | +11           |
| Ecuador        | TP            |
| España         | +7            |
| Estados Unidos | PG-13         |
| Filipinas      | PG-13         |
| Finlandia      | +7            |
| Francia        | Tous publics  |

| País          | Calificación |
| ------------- | ------------ |
| Hong Kong     | IIA          |
| Hungría       | +12          |
| India         | UA           |
| Indonesia     | 13+          |
| Irlanda       | 12A          |
| Islandia      | 10           |
| Italia        | T            |
| Japón         | G            |
| Malasia       | U            |
| México        | B            |
| Noruega       | +12          |
| Nueva Zelanda | RP13         |
| Países Bajos  | 12           |
| Perú          | PT           |
| Portugal      | M/12         |
| Reino Unido   | PG           |
| Singapur      | PG           |
| Sudáfrica     | +7           |
| Suecia        | +7           |
| Tailandia     | +13          |
| Turquía       | 10+          |
| Venezuela     | A            |
| Vietnam       | P            |

## Premios y nominaciones

### Kid's Choice Awards México
| Año  | Categoría         | Receptor     | Resultado |
| ---- | ----------------- | ------------ | --------- |
| 2012 | Película favorita | The Avengers | Nominada  |

### Kid's Choice Awards Argentina
| Año  | Categoría                  | Receptor     | Resultado |
| ---- | -------------------------- | ------------ | --------- |
| 2012 | Película favorita en cines | The Avengers | Nominada  |

### Premios Annie
| Año  | Categoría                                             | Receptor     | Resultado |
| ---- | ----------------------------------------------------- | ------------ | --------- |
| 2012 | Mejores efectos animados en producción de imagen real | The Avengers | Ganadora  |

### Critics Choice Awards
| Año  | Categoría                | Receptor          | Resultado |
| ---- | ------------------------ | ----------------- | --------- |
| 2012 | Mejores efectos visuales | Joss Whedon       | Nominado  |
| 2012 | Mejor película de acción | The Avengers      | Nominada  |
| 2012 | Mejor actor de acción    | Robert Downey Jr. | Nominado  |

### Kid's Choice Awards
| Año  | Categoría                         | Receptor           | Resultado |
| ---- | --------------------------------- | ------------------ | --------- |
| 2013 | Película favorita                 | The Avengers       | Nominada  |
| 2013 | Actriz de cine favorita           | Scarlett Johansson | Nominada  |
| 2013 | Patea-traseros femenina favorita  | Scarlett Johansson | Nominada  |
| 2013 | Patea-traseros masculino favorito | Robert Downey Jr.  | Nominado  |
| 2013 | Patea-traseros masculino favorito | Chris Hemsworth    | Nominado  |

### Premios People's Choice
| Año  | Categoría                               | Receptor                         | Resultado |
| ---- | --------------------------------------- | -------------------------------- | --------- |
| 2013 | Película favorita                       | Película favorita                | Nominado  |
| 2013 | Película de acción favorita             | Película de acción favorita      | Nominado  |
| 2013 | Franquicia de película favorita         | Franquicia de película favorita  | Nominado  |
| 2013 | Actor de cine favorito                  | Robert Downey Jr.                | Ganador   |
| 2013 | Actriz de cine favorita                 | Scarlett Johansson               | Nominada  |
| 2013 | Estrella de película de acción favorita | Chris Evans                      | Nominado  |
| 2013 | Estrella de película de acción favorita | Chris Hemsworth                  | Ganador   |
| 2013 | Estrella de película de acción favorita | Robert Downey Jr.                | Nominado  |
| 2013 | Superhéroe favorito de película         | Chris Evans                      | Nominado  |
| 2013 | Superhéroe favorito de película         | Chris Hemsworth                  | Nominado  |
| 2013 | Superhéroe favorito de película         | Robert Downey Jr.                | Ganador   |
| 2013 | Química favorita en pantalla            | Scarlett Johansson Jeremy Renner | Nominados |
| 2013 | Rostro de heroísmo favorito             | Scarlett Johansson               | Nominada  |

### Teen Choice Awards
| Año  | Categoría                               | Receptor                    | Resultado |
| ---- | --------------------------------------- | --------------------------- | --------- |
| 2012 | Ciencia Ficción/Fantasía                | Ciencia Ficción/Fantasía    | Nominado  |
| 2012 | Actor de Ciencia Ficción/Fantasía       | Robert Downey Jr.           | Nominado  |
| 2012 | Actor de Ciencia Ficción/Fantasía       | Chris Hemsworth             | Nominado  |
| 2012 | Actriz de Ciencia Ficción/Fantasía      | Scarlett Johansson          | Nominada  |
| 2012 | Película del Verano: Acción             | Película del Verano: Acción | Ganadora  |
| 2012 | Estrella de Película del Verano: Hombre | Robert Downey Jr.           | Nominado  |
| 2012 | Estrella de Película del Verano: Hombre | Chris Hemsworth             | Ganador   |
| 2012 | Estrella de Película del Verano: Mujer  | Scarlett Johansson          | Nominada  |
| 2012 | Histeria/Capricho                       | Mark Ruffalo                | Nominado  |
| 2012 | Roba Escenas: Hombre                    | Chris Evans                 | Nominado  |
| 2012 | Villano                                 | Tom Hiddleston              | Nominado  |

### Premios Óscar
| Año  | Categoría                | Receptor                                              | Resultado |
| ---- | ------------------------ | ----------------------------------------------------- | --------- |
| 2012 | Mejores efectos visuales | Janek Sirrs, Jeff White, Guy Williams y Daniel Sudick | Nominados |

### Premios BAFTA
| 2012 | Mejores efectos visuales | Janek Sirrs, Jeff White, Guy Williams y Daniel Sudick | Nominados |

## Videojuego
Estaba planeado el lanzamiento de un videojuego basado en la película cuyo lanzamiento sería de forma simultánea. Sería un FPS/beat 'em up para Xbox 360, PlayStation 3, Wii U y Microsoft Windows; y publicado por THQ, siendo THQ Studio Australia el desarrollador de las versiones para consola y Blue Tongue Entertainment el desarrollador de la versión PC. Después de que THQ cerrara ambos estudios, el juego fue cancelado.
Los derechos de autor para un videojuego de los Vengadores volvieron a Marvel, que dijo que estaba explorando el potencial para nuevas publicaciones o licencias.
En mayo de 2012, Ubisoft y Marvel Entertainment anunciaron una unión para desarrollar un juego  titulado Marvel Avengers: Battle for Earth para Wii U y Xbox 360 con Kinect. El juego estaría inspirado en el arco argumental de Secret Invasion y tendría 20 personajes diferentes.

## Secuelas

### Avengers: Age of Ultron
Una secuela, titulada Avengers: Age of Ultron, escrita y dirigida por Whedon, fue lanzada el 1 de mayo de 2015. Gran parte del elenco vuelve, con la adición de Elizabeth Olsen como Wanda Maximoff / Bruja Escarlata, Aaron Taylor-Johnson como Pietro Maximoff / Quicksilver, Paul Bettany como Visión y James Spader como el villano Ultron.

### Avengers: Infinity War
Un tercera película titulada: Avengers: Infinity War se estrenó en 2018 y una continuación de su historia se estrenó un año después en 2019
El antagonista principal es Todopoderoso Thanos, interpretado por Josh Brolin, ambas películas están dirigidas por los hermanos Anthony y Joe Russo, quienes ya dirigieron Captain America: The Winter Soldier y Capitán América: Civil War.
la película está basada en el cómic crossover Infinity War.

### Avengers: Endgame
La película fue anunciada originalmente como Avengers: Infinity War Part II y era una continuación de la anterior. Sin embargo, los directores Anthony y Joe Russo cambiaron el nombre de la película a Avengers 4, porque aún no se decidía el nombre de esta. Al estrenarse el teaser tráiler de la película se conoció que se llamaría Avengers: Endgame. La película es un magno crossover que reunió a la mayor parte del elenco del Universo Cinematográfico de Marvel; aparte de los protagonistas de las 3 películas anteriores se unieron Brie Larson como Carol Danvers / Capitana Marvel, Paul Rudd como Scott Lang / Ant-Man, Tessa Thompson como Valquiria, Evangeline Lilly como Hope Van Dyne / Wasp, Michael Douglas como Henry "Hank" Pym, Michelle Pfeiffer como Janet Van Dyne, Jon Favreau como Harold "Happy" Hogan, Marisa Tomei como May Parker y Taika Waititi como Korg. Se sitúa después de los eventos de Avengers: Infinity War, en los que los Vengadores restantes intentan sin éxito revertir los efectos de la Decimación causada por Thanos al chasquear los dedos portando el Guantelete del Infinito. Pero logran viajar en el tiempo a múltiples lugares para conseguir versiones anteriores de las gemas y usarlas para devolver al universo a como estaba antes.